# Estadio Insular
L'Estadio Insular était un stade multi-usages situé à Las Palmas en Espagne (dans les Îles Canaries).
Le stade avait une capacité de 22 000 places et a été inauguré le 25 décembre 1949. 

## Histoire
Il était utilisé pour accueillir les matchs du UD Las Palmas avant que le nouveau stade (Estadio Gran Canaria) ne soit ouvert en 2003.

## Galerie

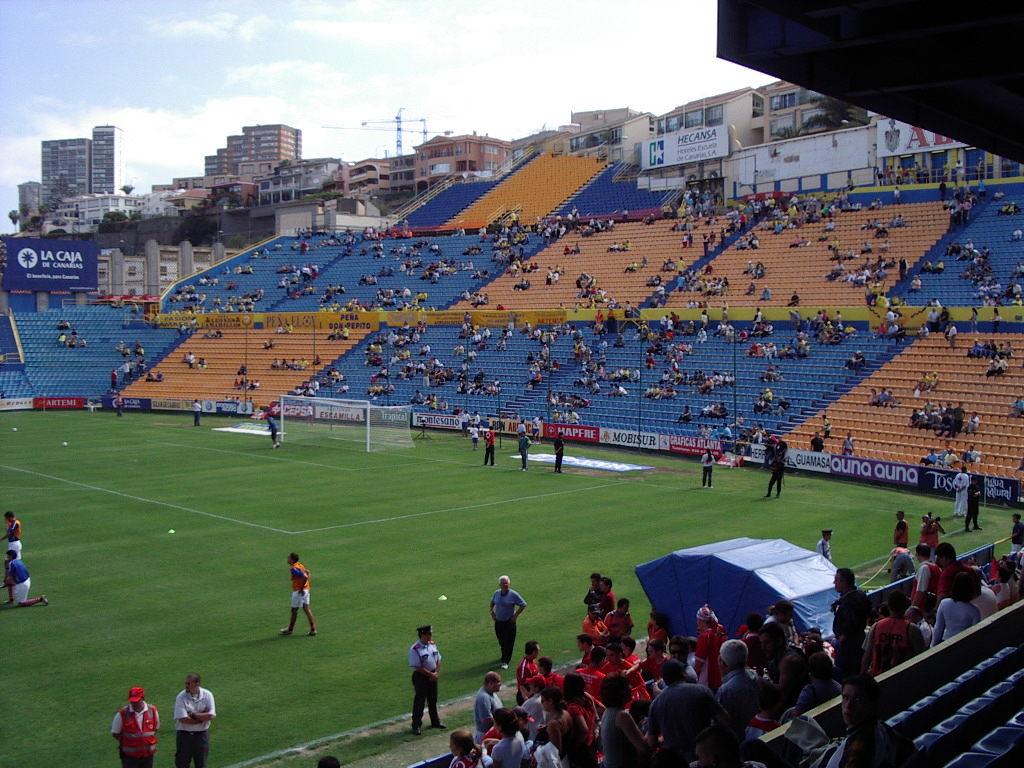
Vue du stade

### Sources
- (en) Cet article est partiellement ou en totalité issu de l’article de Wikipédia en anglais intitulé « Estadio Insular » (voir la liste des auteurs).